# Doot-Doot
Doot-Doot è l'album d'esordio del gruppo musicale britannico Freur, pubblicato dall'etichetta discografica CBS su LP nel 1983, anticipato dal singolo omonimo.
| Recensione | Giudizio |
| ---------- | -------- |
| AllMusic   | [ 1 ]    |

L'album è stato promosso soprattutto dal grande successo del singolo Doot-Doot.

Nel 1994 venne pubblicato su CD negli Stati Uniti dall'etichetta indipendente OGLIO Records, con l'aggiunta di 2 bonus tracks.
Nel 2000 è stato ristampato su CD per il mercato europeo dalle etichette Rewind e Columbia, con l'aggiunta come bonus track della versione estesa del singolo discografico Doot-Doot (versione leggermente diversa da quella su 12" in vinile: sound identico ma editing differente) e del suo lato B Hold Me Mother.

## Tracce
Testi e musiche di: Karl Hyde, Rick Smith, Alfie Thomas.

LP (catalogo CBS 25522)

Lato A
1. Doot-Doot – 4:03
2. Runaway – 4:03
3. Riders in the Night – 5:37
4. Theme from the Film of the Same Name – 3:24
5. Tender Surrender – 3:00

Lato B
1. Matters of the Heart – 4:01
2. My Room – 3:23
3. Whispering – 4:07
4. Steam Machine – 2:56
5. All Too Much – 4:53

CD - 2000 (catalogo COLUMBIA 498247 2)

1. Doot-Doot (versione estesa) – 6:05
2. Hold Me Mother (versione estesa 12" mix) – 5:47

Durata totale 50:19

## Formazione

### Gruppo
- Karl Hyde - voce, chitarre
- Richard David 'Rick' Smith - tastiere
- Alfred John 'Alfie' Thomas - basso, tastiere
- Bryn Burrows - tamburi
- John Warwicker - tastiere

## Altri musicisti
- Alan Sheppard - sassofono tenore e sassofono soprano in Runaway
- Pino Palladino - basso fretless e basso Chapman Stick in Theme from the Film of the Same Name